# Daniel Paiola
Daniel Vasconcellos Paiola (* 4. Mai 1989) ist ein brasilianischer Badmintonspieler.

## Karriere
Daniel Paiola siegte 2008 bei den South Africa International und 2009 bei den Colombia Internacional im Herreneinzel. 2010 gewann er bei den Südamerikaspielen Gold im Einzel sowie Silber im Doppel und mit dem Team.

## Sportliche Erfolge
| Saison | Veranstaltung              | Disziplin    | Platz | Name                          |
| ------ | -------------------------- | ------------ | ----- | ----------------------------- |
| 2008   | South Africa International | Herreneinzel | 1     | Daniel Paiola                 |
| 2009   | Colombia International     | Herreneinzel | 1     | Daniel Paiola                 |
| 2010   | Südamerikaspiele           | Herreneinzel | 1     | Daniel Paiola                 |
| 2010   | Südamerikaspiele           | Herrendoppel | 2     | Daniel Paiola / Alex Tjong    |
| 2010   | Südamerikaspiele           | Team         | 2     | Brasilien                     |
| 2011   | Mexico International       | Herreneinzel | 3     | Daniel Paiola                 |
| 2013   | Mexico International       | Mixed        | 1     | Daniel Paiola / Paula Pereira |